# 심헌구
심헌구(沈憲求, 1914년 12월 9일 ~ 2008년 1월 12일, 춘천)는 대한민국의 기초단체장이다.

## 학력
- 단국대학교 법학과 학사[1]

## 생애
- 1951년 12월 31일 ~ 1954년 3월 30일 제5대 강원도 춘성군수(춘천군수) (관선)
- 1955년 8월 8일 ~ 1956년 8월 8일 제5대 강원도 춘천시장 (관선)
- 1956년 8월 9일 ~ 1959년 8월 24일 제6대 강원도 춘천시장 (재선, 민선)[2]
- 1959년 8월 25일 ~ 1960년 5월 22일 제7대 강원도 춘천시장 (3연임, 관선)
- (주) 태풍건설 사장
- 춘천불교신도 회장
- 재건국민운동 강원도 위원장

## 가계
- 10대조 : 심지원 - 영의정
- 9대조 : 심익성 - 효종 부마 심익현의 동생
- 8대조 : 심정수
- 7대조 : 심사중
- 6대조 : 심상진
- 5대조 : 심춘영
- 고조부 : 심낙서
  - 증조부 : 심노광
    - 조부 : 심원규
      - 아버지 : 심종완(沈鍾忨) - 3·1운동 독립유공자
      - 어머니 : 의령 남씨
        - 부인 : 풍천 임씨
          - 장남 : 심충식(沈忠植) - 농협 춘천시 지부장
          - 며느리 : 파평 윤씨 윤춘혜
          - 차남 : 심효식(沈孝植)
          - 며느리 : 평창 이씨 이영화
          - 장녀 : 심윤식(沈允植)
          - 사위 : 김남혁 - 강원도 농재과장
          - 차녀 : 심숙자(沈淑子)
          - 사위 : 최달순
          - 3녀 : 심영신(沈英信) - 교사
          - 사위 : 홍원표 - 서울대학교 교육공무원

        - 동생 : 심영구(沈永求)
        - 제수 : 해평 윤씨
        - 동생 : 심찬구(沈贊求) - 감사원 국장(관리관), 시설안전기술공단 부이사장, (주)성호철관 회장, 세광종합기술단 회장
        - 제수 : 경주 최씨 최정자
          - 조카 : 심의식(沈義植) - 아이스하키 선수, 아이스하키 감독